# 熊野神社 (旭市)
熊野神社（くまのじんじゃ）は、千葉県旭市清和乙にある神社。旧社格は郷社。氏子崇敬者区域は広く、松澤熊野神社、松澤の権現様などと呼ばれ親しまれている。速玉之男命・伊邪那美命・事解之男命を祀る。

## 歴史
熊野大神三川浦御幸図によれば、大同元年（806年）紀州に坐す熊野大神の御神託により海上郡三川浦に神霊を勧請したのが当社の創祀とされ、天暦9年（955年）にも御神託があり松沢荘に遷座したという。
古来より松沢荘の総鎮守として豊年大漁開運安産の大神として霊験著しく氏子はもとより、朝廷、武門の崇敬篤く、千葉常胤は神殿の造営を源頼朝に請い、頼朝は建久元年（1190年）松沢荘内の6ヶ村の地を寄進して神領とし、正一位熊野大権現の神階を授けられた。なお、東京国立博物館所蔵の福徳2年（1491年）の鰐口銘に松沢大権現とみえる。その後、天正19年（1591年）には徳川家康より朱印地5石を寄進され、東総屈指の社であった。
明治6年（1873年）郷社に列し、昭和53年（1978年）千葉県神社庁より規範神社に指定された。

## 行事
正月のお目覚祭り、鎮火祭、神楽を始め数ある神事の中、当社がこの地に遷座した天暦9年が卯年であり卯年を記念して斉行される12年目毎の三川浦への大神幸は有名である。
また、神楽については、太々神楽の形式を良く残しかつ地方色豊かなものとして、昭和55年（1980年）に千葉県の無形民俗文化財に指定された。従来は毎年3月21日、22日の2日間にわたり、熊野神社の大御饌祭、太々講社祭とともに行われていたが、現在は春分の日に行われている。